# Rasmus Windingstad
Rasmus Windingstad (31 oktober 1993) is een Noorse alpineskiër.

## Carrière
Windingstad maakte zijn wereldbekerdebuut in februari 2014 in Sankt Moritz. Tijdens de wereldkampioenschappen alpineskiën 2015 in Beaver Creek eindigde hij als 31e op de reuzenslalom. In december 2015 scoorde de Noor in Beaver Creek zijn eerste wereldbekerpunten. In maart 2018 behaalde Windingstad in Kranjska Gora zijn eerste toptienklassering in een wereldbekerwedstrijd. Op de wereldkampioenschappen alpineskiën 2019 in Åre eindigde hij als dertiende op zowel de reuzenslalom als de alpine combinatie. In maart 2019 stond de Noor in Kranjska Gora voor de eerste maal in zijn carrière op het podium van een wereldbekerwedstrijd. Op 23 december 2019 boekte Windingstad in Alta Badia zijn eerste wereldbekerzege.

## Resultaten

### Olympische Winterspelen
| Jaar | Plaats | Resultaten                    |
| ---- | ------ | ----------------------------- |
| 2022 | Peking | 29e Super G DNF1 Reuzenslalom |

### Wereldkampioenschappen
| Jaar | Plaats             | Resultaten                             |
| ---- | ------------------ | -------------------------------------- |
| 2015 | Beaver Creek       | 31e Reuzenslalom                       |
| 2019 | Åre                | 13e Reuzenslalom 13e Alpine combinatie |
| 2023 | Courchevel-Méribel | 5e Parallel 16e Reuzenslalom           |
| 2025 | Saalbach           | 32e Super G                            |

### Wereldbeker
Eindklasseringen
| Seizoen   | Algm | RS  | SG  | PAR    | SC |
| --------- | ---- | --- | --- | ------ | -- |
| 2015/2016 | 127e | 45e | -   |        | -  |
| 2016/2017 | 153e | 53e | -   | -      |    |
| 2017/2018 | 98e  | 35e | 44e | -      |    |
| 2018/2019 | 36e  | 16e | 26e | 14e    |    |
| 2019/2020 | 42e  | 28e | 42e | Zilver | -  |
| 2020/2021 | 116e | 38e | -   | -      |    |
| 2021/2022 | 69e  | 19e | -   | -      |    |
| 2022/2023 | 33e  | 9e  | -   |        |    |
| 2023/2024 | 79e  | 26e | -   |        |    |
| 2024/2025 | 95e  | 27e | 59e |        |    |

Wereldbekerzeges
| Datum            | Plaats     | Onderdeel            |
| ---------------- | ---------- | -------------------- |
| 23 december 2019 | Alta Badia | Parallelreuzenslalom |
| 17 maart 2023    | Soldeu     | Team Parallel        |